# Katerina Rohonyan
Katerina Rohonyan (ur. 25 kwietnia 1984 w Mikołajowie jako Kateryna Rohonian) – ukraińska szachistka, reprezentantka Stanów Zjednoczonych od 2006, arcymistrzyni od 2004 roku.

## Kariera szachowa
Wielokrotnie zdobywała medale mistrzostw Ukrainy juniorek w różnych grupach wiekowych, m.in. złote w latach 1995 i 1996 (do 12 lat), 2002 (do 18 lat) oraz 2003 (do 20 lat). Była również wielokrotną reprezentantką kraju na mistrzostwach świata i Europy juniorek, 1997 zdobywając w Tallinnie tytuł wicemistrzyni Europy do 14 lat. W 2000 i 2002 dwukrotnie zdobyła złoty medal drużynowych mistrzostw Europy juniorów do 18 lat.
W roku 2000 zdobyła w Sewastopolu tytuł indywidualnej mistrzyni kraju, natomiast w 2002 w Ałuszcie w finałowym turnieju zajęła III m. (za Tetianą Wasylewycz i Anną Zatonskih) i zdobyła medal brązowy. W latach 2003–2006 zwyciężyła bądź podzieliła I miejsca w czterech międzynarodowych turniejach rozegranych we Lwowie (2003), Sierpuchowie (2003), Mikołajowie (2004) oraz Petersburgu (2006).
Po zmianie obywatelstwa znalazła się w czołówce szachistek Stanów Zjednoczonych. W 2007 zdobyła w Stillwater srebrny, natomiast w 2008 w Tulsie brązowy medal mistrzostw tego kraju. W 2008 wystąpiła w rozegranym w Nalczyku pucharowym turnieju o mistrzostwo świata, w I rundzie eliminując Nataliję Żukową, ale w II przegrywając z Inną Haponenko. W tym samym roku zdobyła w Dreźnie brązowy na szachowej olimpiadzie.
Najwyższy wynik rankingowy w dotychczasowej karierze osiągnęła 1 stycznia 2004; mając 2377 punktów, dzieliła wówczas 58 i 59. miejsce (z Anitą Garą) na światowej liście FIDE, jednocześnie zajmując 6. miejsce wśród szachistek ukraińskich.